# Old Perlican
Old Perlican es un pueblo canadiense situado en la provincia de Terranova y Labrador.

## Superficie
Old Perlican tiene una superficie de 14,14 km².

## Demografía
En 2021, tenía 608 habitantes, una densidad poblacional de 43 hab./km², y 316 viviendas.